# Federazione cestistica del Bangladesh
La Federazione cestistica del Bangladesh è l'ente che controlla e organizza la pallacanestro in Bangladesh.
La federazione controlla inoltre la nazionale di pallacanestro del Bangladesh. Ha sede a Dacca e l'attuale presidente è Abhijit Sarker.
È affiliata alla FIBA dal 1978 e organizza il campionato di pallacanestro del Bangladesh.